# Marysville (Frontenac)
Marysville – wieś w Ontario w Kanadzie, w hrabstwie Frontenac. Znajduje się na wyspie Wolfe Island i jest jedyną zwartą miejscowością w township Frontenac Islands. Zamieszkana przez około 400 osób.
Wieś znajduje się w północno-zachodniej części wyspy, nad brzegiem Rzeki Świętego Wawrzyńca, naprzeciw Kingston. W Marysville znajduje się terminal promowy, który obsługuje letnie połączenia z Kingston.